# Pseudopercis numida
Pseudopercis numida är en fiskart som beskrevs av Miranda Ribeiro, 1903. Pseudopercis numida ingår i släktet Pseudopercis och familjen Pinguipedidae. IUCN kategoriserar arten globalt som livskraftig. Inga underarter finns listade i Catalogue of Life.